# Секриеру, Дану
Дану Секриеру (рум. Danu Secrieru; род. 24 февраля 2008) — молдавский тяжелоатлет, серебряный призёр чемпионата Европы 2025 года.

## Карьера
В мае 2024 года принимал участие в юношеском чемпионате мира. В весовой категории до 55 кг занял итоговое 5-е место с результатом 213 кг. В этом же году выступил на юношеском чемпионате Европы, где стал четвёртым с результатом 216 кг.
На молодёжном чемпионате Европы 2024 года в категории до 55 кг стал обладателем бронзовой медали с результатом 228 кг.
На чемпионате Европы в Кишинёве, в апреле 2025 года, завоевал серебряную медаль в весовой категории до 55 кг с итоговым результатом 245 кг. В упражнении «рывок» стал бронзовым призёром (110 кг), в упражнении «толчок» стал серебряным призёром (135 кг).

## Достижения
Чемпионат Европы
| Результат | Вес      | Год  | Место соревнований | Рывок | Толчок | Общий вес |
| Серебро   | до 55 кг | 2025 | Кишинёв, Молдова   | 110,0 | 135,0  | 245,0     |